# Apanteles speciosissimus
Apanteles speciosissimus är en stekelart som beskrevs av Granger 1949. Apanteles speciosissimus ingår i släktet Apanteles och familjen bracksteklar. Inga underarter finns listade i Catalogue of Life.